# Taru Laihanen
Taru Laihanen (* 15. April 1986 in Hämeenlinna) ist eine ehemalige finnische Fußballspielerin. Die Stürmerin gewann zweimal die finnische Meisterschaft.

## Werdegang
Laihanen begann ihre Karriere mit acht Jahren bei JJS Hämeenlinna. Später wechselte sie zum FC United in Jakobstad und 2005 zum FC Honka Espoo. Mit Honka wurde sie 2006 und 2007 finnischer Meister. In der Saison 2007 wurde sie mit 21 Toren Torschützenkönigin der Naisten Liiga. Im Januar 2008 wechselte Laihanen zum deutschen Bundesligisten SG Essen-Schönebeck. Gleich in ihrem ersten Spiel für Essen gegen die SG Wattenscheid 09 erzielte sie ihr erstes Bundesligator. Zum Saisonende verließ sie Deutschland wieder und spielte für den Rest des Jahres bei Ilves Tampere. Anfang 2009 schloss sie sich HJK Helsinki an. Dort beendete sie Ende 2010 ihre Karriere.
Für die finnische Nationalmannschaft bestritt sie in den Jahren 2007 und 2008 insgesamt 13 Spiele. Dazu kommen 43 Einsätze in den Nachwuchsnationalmannschaften.

## Privat
Laihanen studiert Logopädie. Ihr Vater Jussi Laihanen trainiert die Frauenmannschaft von Ilves Tampere.